# Ihor Harbus
Ihor Harbus (ukrainisch Ігор Гарбуз; * 17. März 1991) ist ein ukrainischer Biathlet.
Ihor Harbus hatte seinen ersten bedeutenden internationalen Auftritt bei den Juniorenweltmeisterschaften 2011 in Nové Město na Moravě, wo er 77. des Einzels wurde. Es dauerte bis zum Sommer 2013, dass er im Rahmen der Sommerbiathlon-Weltmeisterschaften in Haanja zu weiteren Einsätzen kam. Mit Switlana Krikontschuk, Tetjana Tratschuk und Iwan Morawskyj gewann er als Schlussläufer den Titel des Europameisters im Mixed-Staffelrennen. Im Sprint wurde er 19., im Verfolgungsrennen 13.